# Xã Sumner, Quận Buchanan, Iowa
Xã Sumner (tiếng Anh: Sumner Township) là một xã thuộc quận Buchanan, tiểu bang Iowa, Hoa Kỳ. Năm 2010, dân số của xã này là 3.014 người.